# 이케다 쓰네오키
이케다 쓰네오키(일본어: 池田 恒興, 1536년 ~ 1584년 5월 18일)는 센고쿠 시대, 아즈치모모야마 시대의 무장이다.
오와리 오다씨의 가신으로 오다 노부나가(織田信長), 도요토미 히데요시(豐臣秀吉)를 섬겼으며 기요스 회의에 참여한 4명의 슈쿠로 중 한 명이다. 통칭은 가쓰사부로이며 만년에는 법명인 쇼뉴를 호로 사용하였다.

## 생애

### 오다 가문의 가신
출신지는 오와리국, 미노국, 셋쓰국, 오미국 등 여러 설이 존재한다. 어머니는 오다 노부나가의 유모였다. 유년기부터 오다 가문의 고쇼로 근무하였다.
오케하자마 전투, 미노 공략 및 아네가와 전투에서 활약하여 이누야마성을 받았다. 그 후, 오다 가문의 주요 전투에 참가하였다.
덴쇼 8년 (1580년) 아라키 무라시게가 노부나가에 반기를 들자, 이를 진압하였고, 그의 영지를 자신의 영지로 배령받았다.
덴쇼 10년 (1582년) 혼노지의 변에서 노부나가가 가신 아케치 미쓰히데(明智光秀)에 죽임을 당하자, 주고쿠 공략중 회군한 하시바 히데요시(羽柴秀吉) 군에 합류해 야마자키 전투에 참가하였다. 이 전투에서 쓰네오키는 4천의 병력을 이끌로 우익 선봉으로 군을 이끌어 미쓰히데 군을 격파하였다. 그 공적으로 오다 가문의 슈쿠로에 배임되었다.
같은 해, 오다 가문의 후계문제를 논의하기 위해 열린 기요스 회의에서 하시바 히데요시를 지지해 오다 노부나가의 적손인 산보시(오다 히데노부)를 옹립하였다. 다음해 기요스 회의에서 대립한 시바타 가쓰이에(柴田勝家)와의 싸움인 시즈가타케 전투에서 승리해, 미노국 13만 석을 배령받아 오가키성주로 임명되었다.

### 만년
덴쇼 12년 (1584년) 도쿠가와 이에야스(德川家康), 오다 노부카쓰와의 고마키·나가쿠테 전투에서 하시바 히데요시 편에서 참전하였다. 서전으로 이누야마성을 공략한 후, 미요시 히데쓰구, 모리 나가요시(森長可), 호리 히데마사와 함께 이에야스의 본거지인 미카와를 공략하였지만, 이에야스군에 역습을 받아 전사하였다. 전투 전반에 안장에 총탄을 맞아 낙마하여 부상을 입은 것이 화근이었다. 전사할 당시 의자에 앉아 진(陣)을 정비하는 중 나가이 나오카쓰의 창에 맞아 목숨을 잃었다고 한다. 향년 49세였다. 장례는 도토미국에서 치렸지만, 후에 교토 묘신지에서 다시금 장례를 치렸다. 시세를 보는 눈도 있고, 용맹하였지만, 생각이 짧은 것이 흠이었다.
이 전투에서 장남 모토스케도 전사하였고 이로 인한 이케다 가문의 가독은 부재상태였다. 모토스케의 장남 요시유키(쓰네오키의 장손)는 8살의 어린나이였으므로 차남 데루마사가 가독을 이었다.